# Spinochordodes piliferus
Spinochordodes piliferus är en tagelmaskart som beskrevs av Kirjanova 1950. Spinochordodes piliferus ingår i släktet Spinochordodes och familjen Chordodidae. Inga underarter finns listade i Catalogue of Life.